# Ramona Stöckli

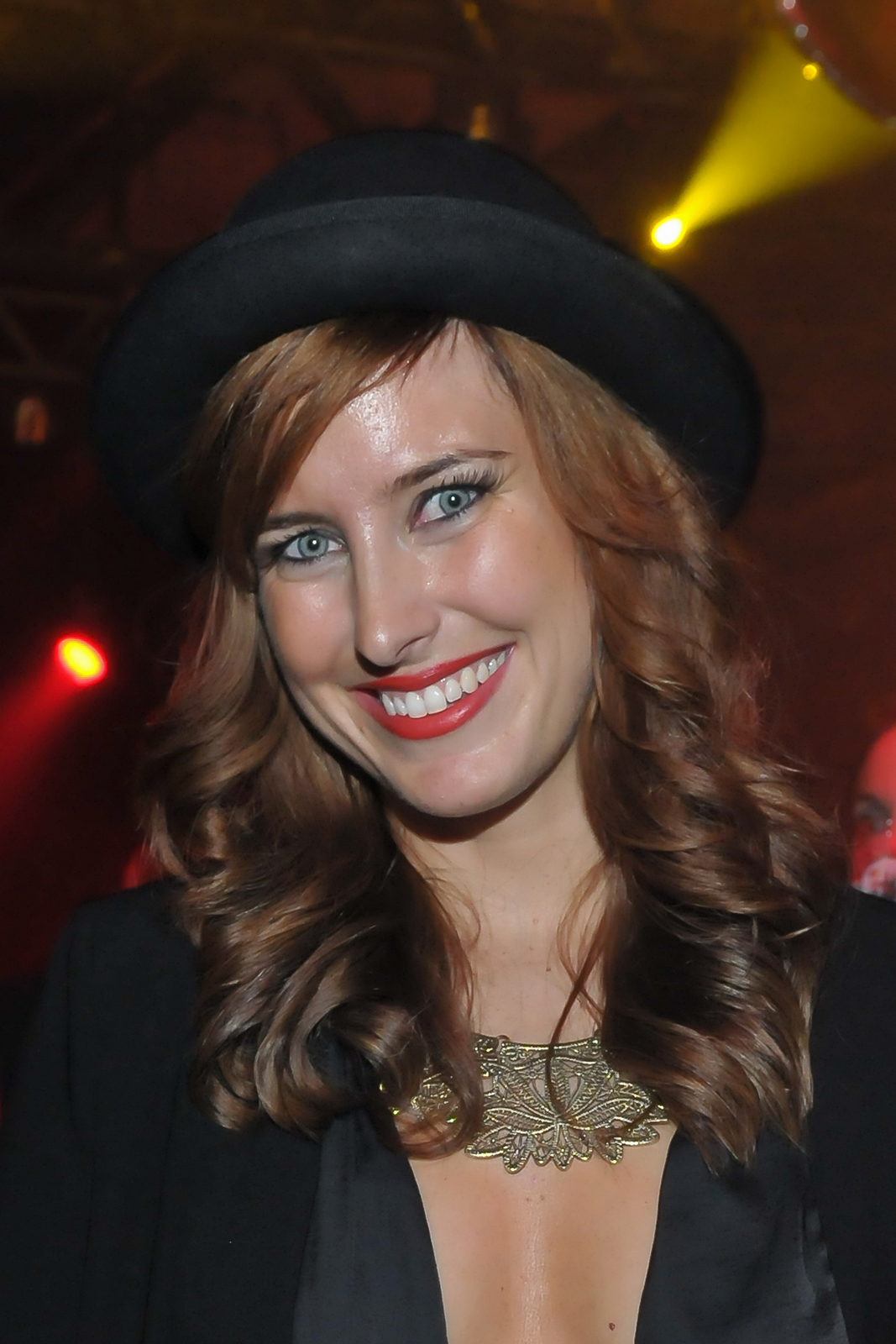
Ramona Stöckli auf dem Deutschen Comedypreis 2013

Ramona Stöckli, auch oft kurz Mona Stöckli, (* 20. Oktober 1982 in Luzern) ist eine Schweizer Reality-TV-Darstellerin und Influencerin.

## Leben
Erste Bühnenerfahrung sammelte sie im Jahr 2001 bei der Wahl zur Miss Schweiz, welche Nadine Vinzens für sich entscheiden konnte.
Stöckli arbeitete früher in einem Fitnessstudio als Fitnesstrainerin und gab u. a. Zumbakurse. Seit 2009 lebt sie in Mannheim und ist Mutter einer Tochter (* 2018).

## Medienpräsenz
Der Fernsehsender RTL entdeckte alte Modelfotos von Stöckli auf einer Internetseite und lud sie zum Casting für Der Bachelor ein. An der Fernsehshow nahm sie als Kandidatin im Jahr 2013 teil, um das Herz des Bachelors Jan Kralitschka bei Dreharbeiten in Kapstadt zu erobern. Obwohl Stöckli als Publikumsliebling galt, entschied sich Kralitschka im Finale für die Deutsch-Algerierin Alissa Harouat.
Im selben Jahr nahm sie an der RTL-Sendung Der VIP-Bus – Promis auf Pauschalreise teil.
Für den Autohersteller Mazda war sie in einem Werbespot zu sehen. Ein Verkehrsunfall kurz vor diesem Engagement sorgte für bissige Kommentare in der Regenbogenpresse, als sie auf dem Flughafen auf Gran Canaria gegen ein Straßenschild fuhr.
Weiterhin machte Stöckli Werbung für ein australisches Wasser mit Wildblüten, an welchem u. a. Hugh Jackman als Investor beteiligt ist.
In der VOX-Sendung Das perfekte Promi-Dinner traf sie am 5. Januar 2014 wieder auf Jan Kralitschka.
Außerdem wurde Stöckli für das Magazin Maxim im Bikini fotografiert und nahm am RTL-Spendenmarathon teil.